# Wierzbno (Przytoczna)
Wierzbno [ˈvjɛʐbnɔ] (deutsch Wierzebaum) ist ein Dorf in der Gmina Przytoczna, in der polnischen Woiwodschaft Lebus. Es liegt 10 km östlich von Przytoczna (Prittisch), 20 km nordöstlich von Międzyrzecz, 42 km südöstlich von Gorzów Wielkopolski und 73 km nördlich von Zielona Góra.